# Hellmuth Bodenteich
Hellmuth Bodenteich (* 27. Mai 1921 in Pachfurth; † 10. Oktober 2014) war ein österreichischer Maler und Grafiker, der in Traun lebte.

## Ausbildung
Sein künstlerisches Schaffen begann während der Kriegsgefangenschaft zunächst mit grafisch dominierten Landschaftsbildern, fallweise auch figuralen Skizzen, später abstrakten Arbeiten, meist ohne Titel, die dem Betrachter emotionales Erfassen abfordern.
Ab 1954 war er Schüler von Heinz Bruno Gallée, bildete sich bis 1962 in Wien (Hueberhaus im Wienerwald) bei Gerhard Swoboda, Robert Schmitt, Hans Stockbauer und Fred Nowak weiter und besuchte zwischen 1987 und 1989 vierzehntäglich Seminare bei Hans Staudacher im Schloss Sigharting. In mehreren Studienreisen nach Griechenland, der Toskana und Sizilien baute er eine starke Beziehung zu Landschaften auf.
Er stellte seine Werke in Öl, Tempera, Aquarell, Collage und Mischtechniken her. Seine Fertigkeiten gab er im Rahmen seiner Tätigkeit bei verschiedenen Volkshochschulen als Kursleiter weiter. Bodenteich war Mitglied des Oberösterreichischen Künstlerbundes.

## Ausstellungen
Einzelausstellungen fanden in Wiener und Linzer Galerien statt:
- Wien, Ringturm (1968)
- Wien, Galerie Autodidakt (1970)
- Linz, Galerie der Mitte, Oberösterreichischer Künstlerbund (1985, 1996)
- Linz, Galerie im Landeskulturzentrum Ursulinenhof (1988)
- Traun, Galerie der Stadt Traun (1991, 2001)
- Traun, Galerie der CA (1993)

## Auszeichnungen
Hellmuth Bodenteich wurde für sein künstlerisches Wirken mehrfach ausgezeichnet:
- Goldenes Verdienstzeichen der Republik Österreich (1986)
- Kulturmedaille des Landes Oberösterreich (1994)
- 1. Preis beim Grafikwettbewerb der Wiener Städtischen Versicherung (1994)
- Kulturmedaille der Stadt Traun (2001)
- Verdienstmedaille des Landes Oberösterreich (2001)